# Liga Nacional de Fútbol de Rusia 2020-21
La temporada 2020-21 fue la 29.ª edición de la Liga Nacional de Fútbol de Rusia, campeonato de segunda división de fútbol en Rusia. La temporada comenzó el 1 de agosto de 2020 y finalizó el 15 de mayo de 2021.

## Movimientos de clubes
Equipos que intercambian plazas para esta temporada.

### Hacia la FNL
| Pos  | Descendidos de la Liga Premier de Rusia |
| ---- | --------------------------------------- |
| 17.º | Krylia Sovetov Samara                   |
| 18.º | Oremburgo                               |

| Grupo  | Ascendidos de la Liga de Fútbol Profesional |
| ------ | ------------------------------------------- |
| Ural   | Akron Tolyatti                              |
| Centro | Dynamo Bryansk                              |
| Este   | Irtysh Omsk                                 |
| Oeste  | Veles Moscú                                 |
| Sur    | Volgar Astrakhan                            |
| Prom.  | Alania Vladikavkaz                          |

### Desde la FNL
| Pos  | Descendidos a la Liga de Fútbol Profesional |
| ---- | ------------------------------------------- |
| 13.º | Avangard Kursk                              |

| Pos  | Descendidos a divisiones inferiores |
| ---- | ----------------------------------- |
| 12.º | Armavir                             |
| 16.º | Luch Vladivostok                    |

| Pos | Ascendidos de la Liga Nacional de Fútbol |
| --- | ---------------------------------------- |
| 1.º | Rotor Volgogrado                         |
| 2.º | Jimki                                    |

| Pos  | No puede pagar la licencia |
| ---- | -------------------------- |
| 20.º | Mordovia Saransk           |

## Equipos
| Equipo                | Ciudad           | Estadio                                    | Capacidad |
| --------------------- | ---------------- | ------------------------------------------ | --------- |
| Akron                 | Tolyatti         | Kristall, Zhiguliovsk                      | 1565      |
| Alania                | Vladikavkaz      | Republicano Spartak                        | 32 464    |
| Baltika               | Kaliningrado     | Arena Baltika                              | 35 212    |
| Chayka                | Peschanokopskoye | Chayka Central                             | 3000      |
| Chertanovo            | Moscú            | Sports Village, Complejo Olímpico Luzhniki | 1872      |
| Dynamo Bryansk        | Briansk          | Estadio Dinamo                             | 10 100    |
| Fakel                 | Vorónezh         | Central Sindical                           | 31 793    |
| Irtysh Omsk           | Omsk             | Estrella Roja                              | 18 000    |
| Krasnodar-2           | Krasnodar        | Academia Krasnodar                         | 3500      |
| Krylia Sovetov Samara | Samara           | Samara Arena                               | 44 918    |
| Neftekhimik           | Nizhnekamsk      | Neftekhimik                                | 3100      |
| Nizhni Nóvgorod       | Nizhni Nóvgorod  | Nizhni Nóvgorod                            | 44 899    |
| Oremburgo             | Oremburgo        | Gazovik                                    | 7520      |
| Shinnik               | Yaroslavl        | Shinnik                                    | 22 990    |
| SKA                   | Jabárovsk        | Lenin (Jabárovsk)                          | 15 200    |
| Spartak-2             | Moscú            | Academia Spartak                           | 3077      |
| Tekstilshchik         | Ivánovo          | Tekstilshchik                              | 9565      |
| Tom Tomsk             | Tomsk            | Trud                                       | 10 028    |
| Torpedo Moscú         | Moscú            | Sports Village, Complejo Olímpico Luzhniki | 1872      |
| Veles Moscú           | Moscú            | Avangard, Domodedovo                       | 5503      |
| Volgar Astrakhan      | Astracán         | Central (Astrakhan)                        | 21 500    |
| Yenisey               | Krasnoyarsk      | Central (Krasnoyarsk)                      | 15 000    |

1. 1 2  Alania juega en el Akhmat-Arena en Grozni, con capacidad para 30 000 personas, mientras que su propio estadio está en reconstrucción.
2. ↑  El estadio de propiedad de Torpedo, el Eduard Streltsov está en reconstrucción.

## Clasificación
| Pos. | Equipo                       | Pts. | PJ | G  | E  | P  | GF  | GC | Dif. | Ascenso, clasificación o descenso          |
| ---- | ---------------------------- | ---- | -- | -- | -- | -- | --- | -- | ---- | ------------------------------------------ |
| 1    | Krylia Sovetov Samara (C, A) | 101  | 42 | 32 | 5  | 5  | 100 | 26 | +74  | Ascenso a la Liga Premier de Rusia.        |
| 2    | Oremburgo                    | 94   | 42 | 28 | 10 | 4  | 78  | 33 | +45  | Licencia fallida de Liga Premier de Rusia. |
| 3    | Nizhni Nóvgorod (A)          | 88   | 42 | 27 | 7  | 8  | 67  | 28 | +39  | Ascenso a la Liga Premier de Rusia.        |
| 4    | Alania Vladikavkaz           | 77   | 42 | 22 | 11 | 9  | 74  | 40 | +34  | Licencia fallida de Liga Premier de Rusia. |
| 5    | Baltika Kaliningrado         | 73   | 42 | 22 | 7  | 13 | 49  | 35 | +14  |                                            |
| 6    | Torpedo Moscú                | 72   | 42 | 21 | 9  | 12 | 65  | 41 | +24  |                                            |
| 7    | Neftekhimik Nizhnekamsk      | 70   | 42 | 20 | 10 | 12 | 64  | 44 | +20  |                                            |
| 8    | Veles Moscú                  | 66   | 42 | 18 | 12 | 12 | 54  | 46 | +8   |                                            |
| 9    | Fakel Voronezh               | 64   | 42 | 17 | 13 | 12 | 57  | 43 | +14  |                                            |
| 10   | Yenisey Krasnoyarsk          | 63   | 42 | 19 | 6  | 17 | 52  | 54 | −2   |                                            |
| 11   | SKA-Jabarovsk                | 60   | 42 | 17 | 9  | 16 | 52  | 47 | +5   |                                            |
| 12   | Chayka Peschanokopskoye (D)  | 56   | 42 | 15 | 11 | 16 | 44  | 53 | −9   | Descenso a divisiones inferiores.          |
| 13   | Volgar Astrakhan             | 54   | 42 | 14 | 12 | 16 | 47  | 45 | +2   |                                            |
| 14   | Spartak-2 Moscú              | 49   | 42 | 14 | 7  | 21 | 53  | 77 | −24  | Inelegible para ascender                   |
| 15   | Tekstilshchik Ivanovo        | 47   | 42 | 12 | 11 | 19 | 32  | 51 | −19  |                                            |
| 16   | Krasnodar-2                  | 45   | 42 | 11 | 12 | 19 | 46  | 68 | −22  | Inelegible para ascender                   |
| 17   | Akron Tolyatti               | 42   | 42 | 10 | 12 | 20 | 35  | 54 | −19  |                                            |
| 18   | Tom Tomsk                    | 41   | 42 | 10 | 11 | 21 | 32  | 50 | −18  |                                            |
| 19   | Irtysh Omsk (D)              | 35   | 42 | 9  | 8  | 25 | 33  | 61 | −28  | Descenso a divisiones inferiores.          |
| 20   | Dynamo Bryansk (D)           | 32   | 42 | 10 | 5  | 27 | 24  | 66 | −42  | Descenso a divisiones inferiores.          |
| 21   | Chertanovo Moscú (D)         | 27   | 42 | 7  | 6  | 29 | 35  | 80 | −45  | Descenso a divisiones inferiores.          |
| 22   | Shinnik Yaroslavl (D)        | 25   | 42 | 5  | 10 | 27 | 39  | 90 | −51  | Descenso a divisiones inferiores.          |

 Fuente: Soccerway
Criterios de clasificación: 1) Puntos; 2) Partidos ganados; 3) Puntos partidos directos; 4) Partidos ganados en enfrentamientos directos; 5) Gol diferencia en partidos directos; 6) Goles anotados en partidos directos; 7) Goles de visitante en partidos directos; 8) Gol diferencia; 9) Goles anotados; 10) Goles de visitante.
Notas:
1. 1 2  Oremburgo y Alania Vladikavkaz no recibieron una licencia de la Liga Premier de Rusia 2021-22 debido a deficiencias en sus estadios. Los play-offs de promoción no se llevaron a cabo y Nizhni Nóvgorod asciende directamente.[7][8]
2. ↑  Descendido a la Segunda División por decisión de la CDC RFU.
3. ↑  Dynamo Bryansk fue sancionado con la reducción de 3 puntos por alinear jugadores que dieron positivo para COVID-19.

## Resultados
| Local \ Visitante | AKR | ALA | BAL | CHA | CHE | DYN | FAK | IRT | KRA | KRY | NEF | NIZ | ORE | SHI | SKA | SPA | TEK | TOM | TOR | VEL | VOL | YEN |
| ----------------- | --- | --- | --- | --- | --- | --- | --- | --- | --- | --- | --- | --- | --- | --- | --- | --- | --- | --- | --- | --- | --- | --- |
| Akron             |     | 1–2 | 0–2 | 0–2 | 1–0 | 1–1 | 0–2 | 1–1 | 1–0 | 1–2 | 3–4 | 0–0 | 1–1 | 2–1 | 1–1 | 0–0 | 3–1 | 0–0 | 0–1 | 0–1 | 0–3 | 3–0 |
| Alania            | 5–1 |     | 5–0 | 1–1 | 3–1 | 3–0 | 2–0 | 1–0 | 3–1 | 0–1 | 1–1 | 0–0 | 2–1 | 4–4 | 2–4 | 2–1 | 3–1 | 2–3 | 1–1 | 0–0 | 2–0 | 3–0 |
| Baltika           | 1–0 | 2–0 |     | 0–1 | 1–2 | 2–0 | 0–0 | 3–2 | 2–0 | 0–1 | 0–1 | 1–2 | 1–2 | 2–0 | 1–0 | 1–0 | 3–1 | 0–1 | 0–0 | 1–2 | 2–0 | 1–0 |
| Chayka            | 0–1 | 3–3 | 0–1 |     | 1–1 | 1–0 | 2–1 | 2–1 | 2–1 | 0–3 | 1–0 | 1–1 | 0–1 | 5–1 | 2–1 | 0–2 | 1–3 | 1–1 | 1–2 | 0–2 | 2–1 | 0–1 |
| Chertanovo        | 0–1 | 0–3 | 1–2 | 1–2 |     | 0–1 | 0–3 | 0–1 | 1–0 | 0–1 | 1–0 | 1–3 | 2–3 | 2–2 | 0–4 | 1–2 | 0–1 | 2–0 | 0–0 | 2–4 | 1–1 | 1–2 |
| Dynamo Bryansk    | 2–0 | 0–2 | 1–3 | 0–1 | 1–2 |     | 0–2 | 0–3 | 2–1 | 0–2 | 0–3 | 1–0 | 0–1 | 2–0 | 2–5 | 0–3 | 1–0 | 1–0 | 0–1 | 1–0 | 0–1 | 0–0 |
| Fakel             | 1–0 | 0–0 | 0–1 | 1–1 | 4–1 | 0–0 |     | 3–1 | 6–2 | 1–1 | 1–1 | 0–1 | 0–2 | 2–0 | 3–0 | 1–1 | 1–0 | 0–0 | 0–0 | 0–0 | 1–1 | 1–0 |
| Irtysh            | 1–0 | 0–2 | 0–1 | 2–2 | 1–2 | 1–0 | 1–0 |     | 0–0 | 0–4 | 1–2 | 0–1 | 0–4 | 0–0 | 1–2 | 0–5 | 0–1 | 1–0 | 0–2 | 1–2 | 1–0 | 1–2 |
| Krasnodar-2       | 1–1 | 0–4 | 3–1 | 1–1 | 1–0 | 0–0 | 3–1 | 2–0 |     | 1–1 | 1–1 | 2–3 | 1–1 | 1–2 | 4–2 | 7–0 | 0–1 | 2–0 | 0–3 | 2–1 | 1–0 | 0–2 |
| Krylia Sovetov    | 3–0 | 2–0 | 0–0 | 2–1 | 5–0 | 7–0 | 5–1 | 3–1 | 6–0 |     | 2–0 | 3–0 | 0–1 | 4–1 | 2–0 | 2–1 | 4–0 | 2–0 | 5–1 | 2–1 | 3–0 | 4–0 |
| Neftekhimik       | 3–2 | 0–0 | 2–1 | 1–1 | 3–0 | 5–1 | 3–1 | 1–0 | 5–0 | 1–1 |     | 0–1 | 1–2 | 1–1 | 3–2 | 0–1 | 4–0 | 2–0 | 2–2 | 2–0 | 1–1 | 2–0 |
| Nizhni Nóvgorod   | 3–0 | 1–1 | 2–1 | 2–0 | 3–2 | 3–0 | 1–2 | 2–0 | 3–0 | 0–1 | 0–1 |     | 0–0 | 3–0 | 1–0 | 4–0 | 2–1 | 1–0 | 4–1 | 1–0 | 1–0 | 1–2 |
| Oremburgo         | 0–0 | 2–0 | 2–2 | 3–0 | 3–1 | 3–2 | 1–2 | 0–0 | 1–0 | 2–1 | 1–0 | 2–1 |     | 3–0 | 2–2 | 5–2 | 1–1 | 2–0 | 3–0 | 3–0 | 2–1 | 1–3 |
| Shinnik           | 1–3 | 0–1 | 1–3 | 0–0 | 1–1 | 0–1 | 0–2 | 0–3 | 0–0 | 2–2 | 1–2 | 1–3 | 1–4 |     | 2–3 | 1–2 | 0–3 | 2–3 | 1–0 | 1–2 | 2–1 | 3–0 |
| SKA-Jabarovsk     | 2–0 | 1–2 | 0–0 | 0–0 | 2–0 | 1–0 | 1–0 | 1–1 | 0–0 | 0–1 | 3–2 | 0–1 | 1–0 | 2–1 |     | 3–0 | 1–0 | 1–1 | 2–4 | 1–1 | 1–0 | 0–1 |
| Spartak-2 Moscú   | 1–0 | 3–3 | 0–2 | 1–2 | 4–3 | 0–0 | 3–5 | 1–2 | 1–2 | 0–2 | 0–1 | 0–4 | 0–3 | 4–2 | 1–0 |     | 1–1 | 1–2 | 1–1 | 2–1 | 2–0 | 1–1 |
| Tekstilshchik     | 0–2 | 0–2 | 1–0 | 1–1 | 1–0 | 1–0 | 0–0 | 2–1 | 0–0 | 0–3 | 0–1 | 1–0 | 0–2 | 0–0 | 1–0 | 0–2 |     | 1–1 | 1–3 | 0–0 | 1–1 | 2–2 |
| Tom               | 2–1 | 0–1 | 0–1 | 3–0 | 1–2 | 0–2 | 0–3 | 1–1 | 1–1 | 1–3 | 0–0 | 1–1 | 0–1 | 3–0 | 1–2 | 1–2 | 0–2 |     | 1–0 | 0–0 | 1–3 | 1–0 |
| Torpedo           | 1–1 | 2–0 | 1–1 | 1–2 | 3–0 | 3–0 | 4–1 | 1–0 | 4–2 | 3–1 | 4–0 | 0–2 | 1–2 | 0–1 | 0–0 | 1–0 | 2–1 | 1–0 |     | 0–1 | 1–0 | 0–1 |
| Veles             | 1–1 | 1–1 | 0–1 | 0–1 | 3–0 | 2–1 | 1–1 | 2–1 | 2–2 | 3–1 | 3–1 | 1–3 | 1–1 | 4–2 | 1–0 | 5–0 | 2–1 | 0–0 | 0–5 |     | 1–0 | 1–1 |
| Volgar            | 1–1 | 1–0 | 0–0 | 2–1 | 1–0 | 2–1 | 2–1 | 1–1 | 3–0 | 0–1 | 3–1 | 1–1 | 2–2 | 1–1 | 0–1 | 2–0 | 0–0 | 2–1 | 3–2 | 1–2 |     | 1–1 |
| Yenisey           | 0–1 | 3–2 | 1–2 | 3–2 | 1–1 | 1–0 | 1–3 | 2–1 | 0–1 | 3–1 | 1–0 | 0–1 | 1–2 | 6–0 | 2–0 | 4–2 | 1–0 | 0–1 | 0–3 | 2–0 | 1–4 |     |

## Play-off de ascenso-descenso
Los play-off de ascenso-descenso fueron cancelados debido a la no obtención de la licencia para la Liga Premier de Rusia 2021-22 por parte del equipo ubicado en segundo lugar (Oremburgo) y el cuarto puesto (Alania Vladikavkaz), como consecuencia ascendieron el primer y tercer lugar de la tabla de posiciones al finalizar la temporada.